# Magnus Wernersson
Magnus Wernersson, född 11 mars 1965 i Falkenberg, är en svensk egenföretagare som driver de båda bolagen Wernersson Idé AB och Falkenbergsrevyn AB.
Wernersson startade Wernersson Idé 1995 och var inledningsvis inriktad mot artistbokning och arrangemangsservice, men har genom åren förändrats till en renodlad kommunikationsbyrå.
Falkenbergsrevyn hette tidigare Krogseredsrevyn och startades av Wernersson och ett lokalt kompisgäng som gjorde sin första revy 1982. Wernersson stod inledningsvis på scen på revyerna, men övergick 2001 till att vara producent.
2001 fick Wernersson ta emot utmärkelse Povels penna vid Revy-SM, för sitt arbete med Falkenbergsrevyn.
Wernersson är engagerad i både förenings- och näringslivet i Falkenberg och ingår i styrelserna för Division 1 Södra-laget Falkenbergs FF. Han är även  huvudman i Falkenbergs Sparbank och representant i styrelsen för Destination Falkenberg AB. Sedan 2024 är han också invald i Hallands Akademin ledd av landshövding Anders Thornberg.
Magnus Wernersson blev utsedd till Årets Falkenbergare 2022.
Magnus Wernersson är gift med tidigare kommunalrådet Mari-Louise Wernersson.